# 一之臺 (種子島氏)
一之臺（いちのだい、天文6年（1537年） - 元和5年（1619年））は、安土桃山時代から江戸時代の武家の女性。島津氏当主島津義久の継室妙連夫人（種子島時尭の娘）の女房。種子島氏庶流国上能登守時通の娘。本名不詳。義久継室亡き後に義久より、その大奥の治令を掌握するように命じられる。その後、多年の功労を賞して、小濱村に1千石の采地を与えられる。一之臺が死去すると所領の小濱村に見隆寺が建立される。
義久より伊勢長門守貞清の次男（つまり伊勢貞昌や東郷重尚の従兄弟）を養育することを許可され、一之臺の養弟となり、北条主水佐時盛と称して、一之臺の名跡を相続する。その養孫の十郎（和田讃岐正貞と東郷肥前重信の娘との子）の代の寛文6年（1666年）に家嫡の種子島久時の命で種子島氏に復し、種子島次郎右衛門時貞と称すという。時貞は稲富流砲術や弓馬術（馬術とも）で有名だが、古示現流の祖であるともいう。